# Tonight I Have to Leave It
Tonight I Have To Leave It é uma música da banda Shout Out Louds, do álbum Our Ill Wills, lançado em 2007.
Esta música apareceu há vários anos num reclame da companhia telefónica Optimus, que entretanto deixou de existir.
Mais importantemente apareceu também em várias apresentações de um professor que deste modo marcou sem intenção esta música na vida dos seus alunos.
8 anos depois de o conhecer tenho que dizer que o Stor Adão não era assim tão mau, mas isto pode ser a nostalgia a falar.